# 웹 버그
웹 버그(web bug)는 웹 페이지나 전자 메일에 포함되는 오브젝트의 하나로, 일반적으로 사용자에게 보이지는 않지만 사용자가 페이지나 전자 메일을 읽는 것을 확인하는 것을 허용한다. 전자 우편 추적 기능이 대표적인 이용 예이다. 이 밖에도 웹 비콘(web beacon), 트래킹 버그(tracking bug), 태그(tag), 페이지 태그(page tag)라고도 부른다. 웹 버그들은 임베디드 이미지를 통해 추가되기도 한다.

## 같이 보기
- 가짜 전자 우편
- 인터넷 프라이버시